# Гулівецька сільська рада
Гулівецька сільська́ ра́да — колишня адміністративно-територіальна одиниця та орган місцевого самоврядування в ліквідованому Білогірському районі Хмельницької області. Адміністративний центр — село Гулівці.

## Загальні відомості
Гулівецька сільська рада утворена в 1921 році.
- Територія ради: 42,228 км²
- Населення ради: 913 особи (станом на 1 січня 2011 року)
- Середня щільність населення: 21,62 осіб/км²
- Загальна площа населених пунктів: 5,56 км²
- Середня щільність населення у населених пунктах: 164,21 осіб/км²

Ліквідована у 2018 році, приєднана до Білогірської селищної громади.

## Географія
Сільська рада розташована у північно-східній частині Білогірського району, на схід — північний схід від районного центру Білогір'я, на берегах річки Горині.
Територією сільської ради, із південного заходу на північний схід, а поблизу села Синютки повертає на північ, протікає річка Горинь, права притока Прип'яті.

## Населення
Зміна чисельності населення за даними переписів і щорічних оцінок:
| Роки      | 1986  | 2001   | 2010 | 2011 |
| --------- | ----- | ------ | ---- | ---- |
| Населення | 1 780 | ▼1 144 | ▼912 | ▲913 |

## Населені пункти
Сільській раді підпорядковані населені пункти:
- с. Гулівці
- с. Жижниківці
- с. Синютки

## Господарська діяльність
Основним видом господарської діяльності населених пунктів сільської ради є сільськогосподарське виробництво. Воно складається із ТОВ НВА «Перлина Поділля», ТОВ ІВК «Рідний край», ФГ «Зоря», ФГ «Адріана» та індивідуальних присадибних селянських господарств. Основним видом сільськогосподарської діяльності є вирощування зернових культур, виробництво м'ясо-молочної продукції; допоміжним — вирощування овочевих культур.
На території сільради працює чотири магазини, загальноосвітня школа I–III ст. на 162 місця, дитячий садок «Капітошка» на 18 місць, будинок культури, Гулівецьке поштове відділення, АТС, фельдшерсько-акушерський пункт (ФАП), водогін — 2,5 км. Газифіковано всі населенні пункти сільської ради.
На території сільради є Свято-Миколаївська церква Української православної церкви.

## Автошляхи та залізниці
Протяжність комунальгих автомобільних шляхів становить 12,94 км, з них:
- із твердим покриттям — 6,35 км;
- із асфальтним покриттям — 1,2 км;
- із ґрунтовим покриттям — 5,39 км.

Протяжність доріг загального користування 7 км (всі з асфальтним покриттям).
Найближча залізнична станція: Жижниківці, розташована на залізничній лінії Шепетівка-Подільська — Тернопіль.

## Персоналії
- Володимир Кочубей (нар.1888, Жижниківці — пом.1937, Москва) — краєзнавець, археолог.[3]
- Іван Ткачук (нар.1919, Жижниківці — пом.1945) — Герой Радянського Союзу.